# توسکای فلس‌دار
توسکای فلس‌دار (نام علمی: Ilex verticillata) نام یک گونه از سرده خاس است.